# (73003) 2002 EJ26
2002 إي جاي 26 (ويعرف أيضًا باسم (73003) 2002 إي جاي 26 وفق تسمية الكوكب الصغير) (بالإنجليزية: 2002 EJ26)‏؛ هو كويكب ضمن حزام الكويكبات.
اكتُشف هذا الجُرم الفلكي بواسطة مرصد لويل للبحث عن الأجرام القريبة من الأرض في 10 مارس 2002، وترتيبه 73003 من حيث الاكتشاف.

## الوصف
اكتُشف 730032002EJ في 10 مارس 2002 في مرصد محطة أندرسون ميسا، الواقع في مقاطعة كوكونينو، أريزونا في الولايات المتحدة، بواسطة مشروع مرصد لويل للبحث عن الأجرام القريبة من الأرض (بالإنجليزية: Lowell Observatory Near-Earth-Object Search)‏ LONEOS. وقد رصد المشروع 689 مشاهدة للكويكب إلى غاية 13 أبريل 2021 بتوقيت منطقة المحيط الهادئ، أي في مدة قدرها 11,076 يومًا (30.3 عام). تستغرق الفترة المدارية للكويكب 1,200 يومًا (3.3 عام).

## الخصائص المدارية
يتميز مدار هذا الكويكب بنصف محور رئيسي يبلغ 2.21 وحدة فلكية، وحضيض قدره 1.91 وحدة فلكية، وانحراف قدره 0.139 وزاوية ميلان 3.31 درجة بالنسبة لمسار الشمس. بسبب هذه الخصائص، أي نصف المحور الرئيسي بين 2 و3.2 وحدة فلكية وحضيض أكبر من 1,666 وحدة فلكية، يُصنف هذا الجُرم الفلكي وفقًا لقاعدة بيانات مختبر الدفع النفاث لأجرام النظام الشمسي الصغيرة كائنًا من حزام الكويكبات الرئيسي.

## وصلات خارجية
- (73003) 2002 EJ26 في قاعدة بيانات مختبر الدفع النفاث لأجرام النظام الشمسي الصغيرة

- الاكتشاف · مخطط المدار ·  العناصر المدارية · المعلمات المادية

- (73003) 2002 EJ26 على موقع ويكي سكاي: DSS2, SDSS, GALEX, IRAS, Hydrogen α, X-Ray, Astrophoto, Sky Map, Articles and images